# San Martino di Lupari
San Martino di Lupari (San Martìn de Łùpari in veneto) è un comune italiano di 13 296 abitanti della provincia di Padova in Veneto.

## Storia
San Martino di Lupari è una delle località interessate dalle vicende umane e storiche che si svolsero tra il XI secolo e il XIII secolo e dalle numerose proprietà che videro protagonisti i vari componenti della famiglia degli Ezzelini. Proprietà che furono certosinamente accertate, censite e documentate dopo la loro definitiva sconfitta avvenuta nel 1260.

### Simboli
Lo stemma e il gonfalone sono stati concessi con decreto del presidente della Repubblica del 20 giugno 1984.
Stemma
Gonfalone

## Monumenti e luoghi d'interesse

### Architetture religiose
- Ex chiesa di San Martino e Casa canonica: situate nella piazzetta del paese, la Chiesa è stata progettata nella prima metà del Settecento dal veneziano Giorgio Massari ed è affiancata da un alto campanile di origini seicentesche (1603). La facciata è semplice, ottocentesca, decorata solo da lesene ed è sormontata da un frontone sobrio. L'interno riflette la semplicità della facciata ma di notevole interesse storico sono le iscrizioni in latino poste sui muri che sono testimonianza dell'antica storia dell'edificio. La Casa Canonica presenta un'elegante facciata che ricorda, nella struttura e nei delicati decori, le tradizionali ville venete. È opera dell'architetto Giorgio Massari[8].
- Chiesa di San Martino Vescovo: la sua realizzazione è relativamente recente, fu iniziata infatti nel 1927 e consacrata nel 1958. Fu realizzata da Luigi Candiani che le diede un aspetto basilicale e maestoso. L'interno, diviso in tre navate con absidi, è stato decorato prevalentemente a mosaico. Nelle navate laterali sono conservati due altari settecenteschi decorati da sculture e marmi, appartenenti alla chiesa preesistente. La chiesa possiede diverse cappelle: la cappella del Sacro Cuore, decorata da un affresco di Bruno Saetti; la cappella del Crocifisso, che Pino Casarini abbellì con i suoi affreschi nel 1949; la cappella della Tempesta, decorata dai graffiti dell'artista Angelo Gatto. Lo stesso artista che ha decorato quest'ultima cappella è autore anche dei mosaici che decorano l'abside (Cristo Re e Teoria di santi) e le navate laterali (la Via Crucis). Il tempio contiene, inoltre, un grande organo Mascioni del 1924[8].

### Musei
Il Museo civico di arte contemporanea custodisce un centinaio di opere della corrente costruttivista risalenti al periodo tra il 1970 e 1980.
Il Museo Umbro Apollonio è una mostra permanente di pittura, unica in Italia per il suo indirizzo preciso: il movimento artistico del Costruttivismo dal 1960 ai nostri giorni. Il museo è sorto nel 1981 per volontà dell'amministrazione comunale che acquisì le opere che si erano affermate alle "Biennali d'Arte Contemporanea" organizzate a San Martino di Lupari. La denominazione "Umbro Apollonio" venne scelta in omaggio al critico d'arte che maggiormente aveva legato il suo nome all'approfondimento di questa tendenza artistica e che ne aveva divulgato le idee, sia come docente universitario che come critico militante e direttore della Biennale di Venezia. La collezione conta 96 opere di 77 artisti italiani, tra i quali il luparense Edoer Agostini. Tra gli artisti stranieri figurano i francesi Yves Millecamps e François Morellet, lo svizzero Hans Jörg Glattfelder, gli argentini Hugo Demarco, Antonio Asis e Horacio García Rossi e lo spagnolo Francisco Sobrino. La collezione ha sede nella sala consiliare del Palazzo Municipale.
Le Vae de Campretto e I Fionchi de Lovari sono aree di particolare interesse paesaggistico.
Le Motte, in località Campagnalta, sono resti di un antico insediamento dell'età del Bronzo; alcuni studiosi lo ipotizzano un osservatorio.

## Società

### Evoluzione demografica
Abitanti censiti

### Etnie e minoranze straniere
Al 31 dicembre 2022 vi erano 1.196 cittadini stranieri, pari all'8,66% della popolazione.

## Economia
A San Martino di Lupari ha sede la OZ s.p.a., azienda italiana leader mondiale nella produzione di cerchi in lega leggera per automobili e motocicli.

## Amministrazione

### Sindaci dal 1946
| Nominativo                                           | Nominativo                                        | Partito / Coalizione                              | Periodo                                           | Elezione                                          |
| Sindaci eletti dal Consiglio comunale (1946-1995)    | Sindaci eletti dal Consiglio comunale (1946-1995) | Sindaci eletti dal Consiglio comunale (1946-1995) | Sindaci eletti dal Consiglio comunale (1946-1995) | Sindaci eletti dal Consiglio comunale (1946-1995) |
| ---------------------------------------------------- | ------------------------------------------------- | ------------------------------------------------- | ------------------------------------------------- | ------------------------------------------------- |
|                                                      | Romano Olivetto                                   | Democrazia Cristiana                              | 1946-1948                                         | 1946                                              |
|                                                      | Angelo Sartori                                    | Democrazia Cristiana                              | 1948-1949                                         | (1946)                                            |
|                                                      | Romano Olivetto                                   | Democrazia Cristiana                              | 1949-1964                                         | (1946)                                            |
| 1951                                                 | Romano Olivetto                                   | Democrazia Cristiana                              | 1949-1964                                         |                                                   |
| 1956                                                 | Romano Olivetto                                   | Democrazia Cristiana                              | 1949-1964                                         |                                                   |
| 1960                                                 | Romano Olivetto                                   | Democrazia Cristiana                              | 1949-1964                                         |                                                   |
|                                                      | Franco Scremin                                    | Democrazia Cristiana                              | 1964-1975                                         | 1964                                              |
| 1970                                                 | Franco Scremin                                    | Democrazia Cristiana                              | 1964-1975                                         |                                                   |
|                                                      | Angelo Antonello                                  | Democrazia Cristiana                              | 1975-1978                                         | 1975                                              |
|                                                      | Pier Giorgio Ferronato                            | Democrazia Cristiana                              | 1978-1980                                         | (1975)                                            |
|                                                      | Franco Scremin                                    | Democrazia Cristiana                              | 1980-1985                                         | 1980                                              |
|                                                      | Silvio Moro                                       | Democrazia Cristiana                              | 1985-1988                                         | 1985                                              |
|                                                      | Virgilio Smania                                   | Democrazia Cristiana                              | 1988-1990                                         | (1985)                                            |
|                                                      | Vezio Ruffato                                     | Democrazia Cristiana                              | 1990-1993                                         | 1990                                              |
|                                                      | Pietro Zorzato                                    | Democrazia Cristiana                              | 1993-1995                                         | (1990)                                            |
| Sindaci eletti direttamente dai cittadini (dal 1995) |                                                   |                                                   |                                                   |                                                   |
|                                                      | Pietro Zorzato                                    | Centro-destra                                     | 1995-2004                                         | 1995                                              |
| 1999                                                 | Pietro Zorzato                                    | Centro-destra                                     | 1995-2004                                         |                                                   |
|                                                      | Giovanni Baggio                                   | Centro-destra                                     | 2004-2009                                         | 2004                                              |
|                                                      | Gerry Boratto                                     | Lega Nord - LV                                    | 2009-2019                                         | 2009                                              |
| 2014                                                 | Gerry Boratto                                     | Lega Nord - LV                                    | 2009-2019                                         |                                                   |
|                                                      | Mattia Carniello (Commiss. prefettizio)           | -                                                 | 2019                                              | -                                                 |
|                                                      | Corrado Bortot                                    | Lega - LV                                         | 2019-2022                                         | 2019                                              |
|                                                      | Enrico Fameli (Commiss. prefettizio)              | -                                                 | 2022                                              | -                                                 |
|                                                      | Nivo Fior                                         | Centro-destra                                     | 2022-in carica                                    | 2022                                              |

## Sport

### Calcio e Calcio a 5
Il calcio e il calcio a 5 maschile sono praticati dalla polisportiva Luparense Football Club. Di questa società fanno parte:
- La Luparense Calcio a Cinque che militava in Serie A, vincitrice di 6 scudetti.
- La Luparense Football Club che gioca in Serie D, vanta la partecipazione a due campionati di Serie C.
- La Luparense San Paolo Football Club, nata nel 1965 come San Paolo Padova a Padova e trasferitasi a San Martino di Lupari nel 2015. Vantava alla stagione 2015-2016 sei campionati di Serie D. È stata la prima squadra calcistica cittadina. Nel giugno del 2016 cede il titolo sportivo alla Vigontina di Vigonza.
- Esisteva inoltre anche una squadra di calcio a 5 femminile la Lupe Calcio a 5, che militava in Serie A, attiva dal 2004 al 2016.

### Pallacanestro
La squadra di pallacanestro femminile A.S.D. San Martino di Lupari milita in Serie A1.
È presente anche la società Polisportiva Centro Giovanile per ragazzi a partire dai 12 anni fino alla Prima Divisione.